# 圖克斯山

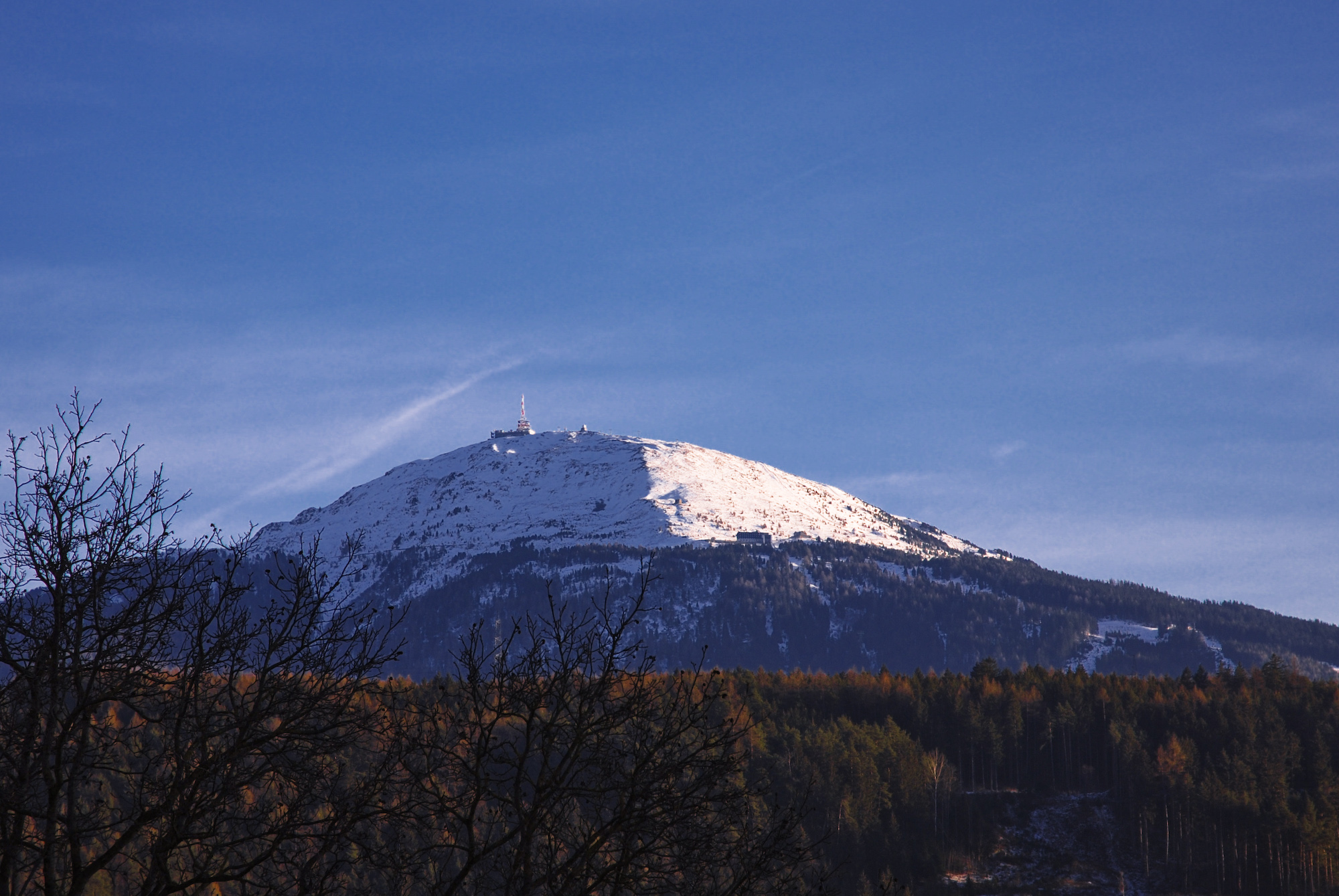

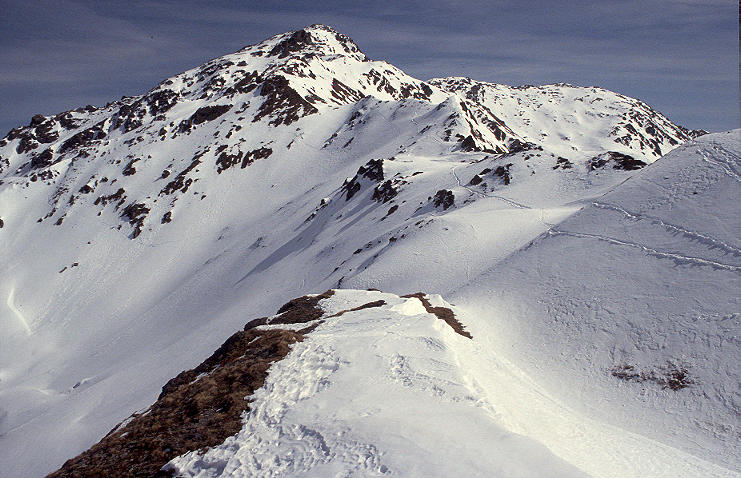

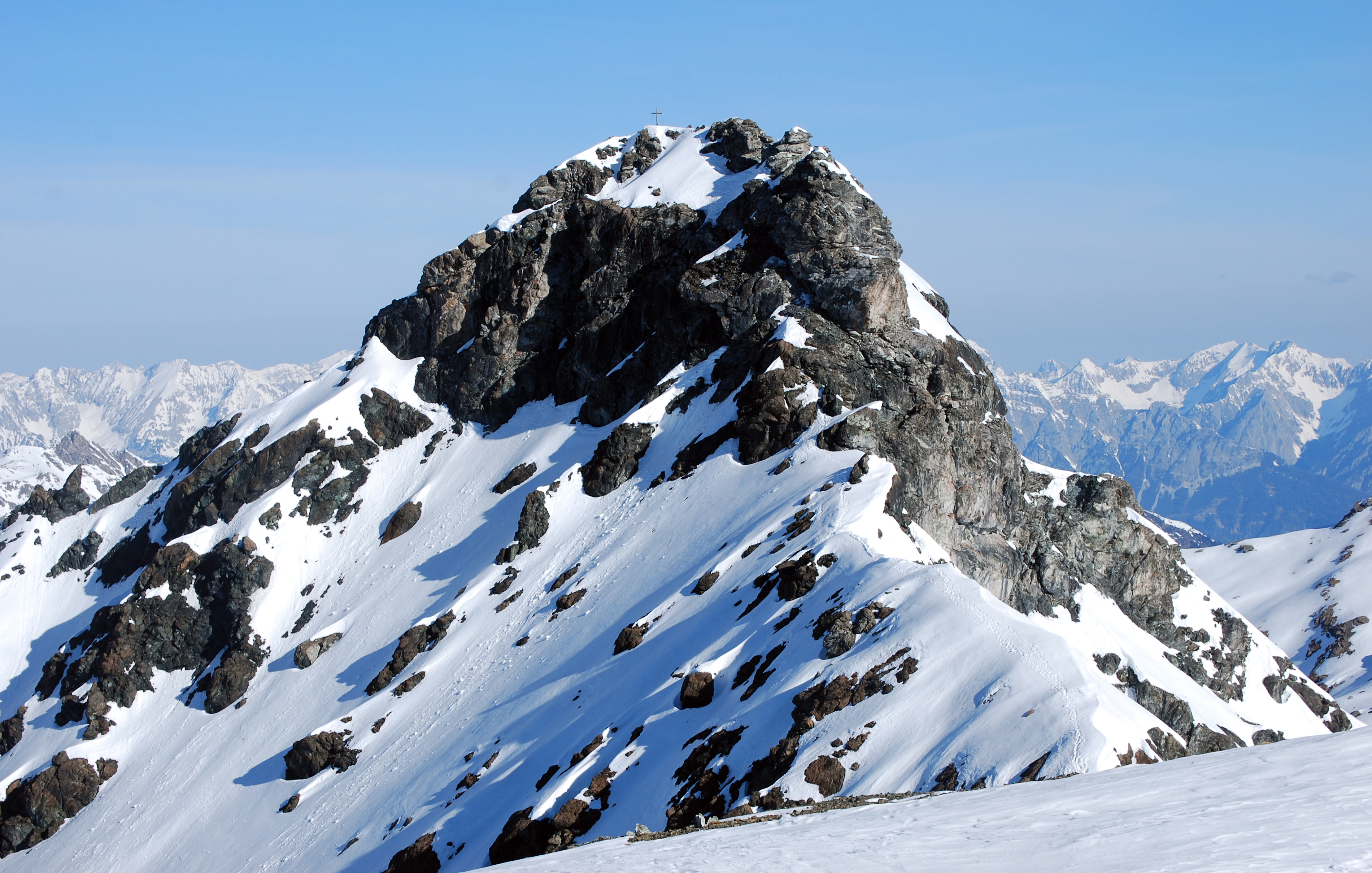

圖克斯山（德语：Tuxer Alpen；英语：Tux Alps）是奧地利的山脈，是中阿爾卑斯山脈的一部分，位於該國西部蒂羅爾州，最高點海拔高度2,886米，山體由變質岩組成。

## 外部連結
- Glungez Hut, Lizum Hut （页面存档备份，存于）
- Adlerweg
- OeAV Hall （页面存档备份，存于）